# Yue kuai le, yue duo luo
Yue kuai le, yue duo luo (čínsky pchin-jinem yù kuài lè yù duò luò, znaky 愈快乐愈堕落, v mezinárodní distribuci jako Hold You Tight) je hongkongský hraný film z roku 1997, který režíroval Stanley Kwan. Snímek získal na Mezinárodním filmovém festivalu v Berlíně cenu Teddy Award.

## Děj
Na hongkongském letišti dvě ženy, které jsou si velmi podobné, čekají na svůj let do Tchaj-peje. První, čerstvě rozvedená podnikatelka Rosa Gao, nemůže najít letenku a zmešká let, což jí zachrání život. Druhá žena Ah Moon letí na služební cestu a v letadle zahyne. Mladý plavčík Jie, který měl vztah s Ah Moon, nyní sleduje jejího manžela Fung Wai, aby se o tomto muži a jeho vztahu s Ah Moon dozvěděl více. Čím déle Jie sleduje Fung Wai, tím více je k němu přitahován. Nakonec Jie odlétá na Tchaj-wan, kde se setká s podnikatelkou Rosou. Rosina silná podoba se zesnulou Ah Moon přitahuje Jie a svěří se jí. Ta ho přesvědčí, že se musí vrátit do Hongkongu a říct Fung Wai pravdu o svých pocitech k němu. Mimo to má o Fung Waie zájem realitní agent Tong.

## Obsazení
| Chingmy Yau | Ah Moon/Rosa Gao |
| Sunny Chan  | Fung Wai         |
| Eric Tsang  | Tong             |
| Lawrence Ko | A-che            |
| Tony Rayns  | přítel Rosy      |

## Ocenění
- Berlinale – cena Alfreda Bauera, Teddy Award pro nejlepší celovečerní film
- Festival international de films de Fribourg – cena Pestalozzi Kinderdorf-Stiftung
- Golden Horse Film Festival - Golden Horse Award v kategorii nejlepší herec ve vedlejší roli (Eric Tsang)
- Singapore International Film Festival – Silver Screen Award pro nejlepšího herce
- FIPRESCI – zvláštní ocenění